# 구전 마케팅
구전 마케팅(word-of-mouth marketing, WOMM) 또는 구전 광고(word of mouth advertising)는 돈을 청구하지 않고 말로나 글로 프로모션을 하는 것을 가리킨다. 바이러스처럼 퍼져 나간다 하여 이름 또한 바이럴 마케팅이다. 제품을 사용에 만족한 소비자들은 다른 사람들에게 비즈니스와 제품, 서비스, 이벤트와 같은 것들에 대하여 이야기할 수 있다. 구전 마케팅은 가장 신뢰할 수 있는 형태의 광고 가운데 하나이다.
전통적인 광고가 느려 보이지만 구전 마케팅으로 말미암아 2008년에 14.2 퍼센트의 성장을, 음식과 음료 브랜드의 경우 30 퍼센트의 성장을 가져왔다.

## 내용
- 바이럴 마케팅은 인터넷이 활성화 됨에 따라 활성화된 마케팅으로, 효율적인 마케팅 비용으로 최대의 효과를 얻을 수 있다.
- 기존의 기업이 직접 광고하는 방식이 아닌, 주변사람들을 기반으로 신뢰성이 높다
- 하지만 네티즌을 기반으로 확산됨으로, 위험성의 우려가 높다

## 마케팅 기법
- 블로거 : 블로거를 통한 마케팅 기법은 바이럴 마케팅의 대표적 케이스다. 기업이 아닌 제품에 대한 지식도가 높은 일반인이 객관적인 정보를 제공함으로써 사람들은 신뢰를 얻는다.
- SNS : 최근 SNS를 통한 마케팅 기법은 필수 요소로 자리잡고있다. 기업이 아닌 지인이 추천하는 글을 기반으로 효과적인 마케팅 결과를 얻을 수 있다. 페이스북의 '좋아요'시스템이 대표적 케이스다.

## 같이 보기
- 마케팅